# Pareumenes mochii
Pareumenes mochii är en stekelart som beskrevs av Giordani Soika 1938. Pareumenes mochii ingår i släktet Pareumenes och familjen Eumenidae. Inga underarter finns listade i Catalogue of Life.